# Сорба Томас
Сорба Томас (англ. Sorba Thomas; нар. 25 січня 1999, Ньюгем) — валлійський футболіст, нападник англійського клубу «Гаддерсфілд Таун» та національної збірної Уельсу, який на правах оренди грає за «Нант».

## Клубна кар'єра
Сорба Томас народився 1999 року в районі Лондона Ньюгем у сім'ї вихідця зі Сьєрра-Леоне та валлійки. Розпочав займатися футболом у школі клубу «Вест Гем Юнайтед», пізніше перейшов до юнацької команди клубу «Борем Вуд». У дорослому футболі дебютував у 2017 році в дорослій команді «Борем Вуд», в якій грав до 2021 року, взявши участь у 81 матчі чемпіонату.
У 2021 році Сорба Томас став гравцем клубу «Гаддерсфілд Таун». Станом на середину 2023 року відіграв за команду з Гаддерсфілда 78 матчів у національному чемпіонаті. У 2023 році клуб віддав валлійського футболіста в оренду до «Блекберн Роверз»

## Виступи за збірну
У 2021 році Сорба Томас вирішив грати у складі національної збірної Уельсу завдяки своїй матері-валлійці. Дебютував у складі збірної 8 жовтня 2021 в матчі проти збірної Чехії в матчі кваліфікаційного раунду чемпіонату світу з футболу. У складі збірної брав участь у чемпіонаті світу 2022 року. Станом на середину 2023 року відіграв 8 матчів у складі валлійської збірної, в яких забитими м'ячами не відзначився.